# VIVA-wereldkampioenschap voetbal 2009
Het VIVA-wereldkampioenschap voetbal 2009 is van 22 tot 28 juni 2009 gehouden in Padanië, het gebied in het noordelijke deel van Italië. De NF-Board organiseerde het toernooi in samenwerking met de LFCP voor landenteams die geen lid kunnen worden van de FIFA en/of geen erkend land zijn.
Het toernooi werd gewonnen door Padanië, dat Koerdistan in de finale met 2–0 versloeg en zo als gastland en titelverdediger voor de tweede keer de wereldtitel behaalde.

## Deelnemende landen
| Europa                                            | Azië         |
| ------------------------------------------------- | ------------ |
| - Gozo - Occitanië - Padanië¹ - Provence - Saami¹ | - Koerdistan |

## Speelsteden
| Stadion                       | Plaats  | Capaciteit      |
| ----------------------------- | ------- | --------------- |
| Stadio Franco Ossola          | Varese  | 9.926 plaatsen  |
| Stadio Mario Rigamonti        | Brescia | 16.308 plaatsen |
| Stadio Silvio Piola           | Novara  | 7.487 plaatsen  |
| Stadio Marc'Antonio Bentegodi | Verona  | 44.799 plaatsen |

## Eerste ronde

### Groep A
| Team       | Pts | Pld | W | D | L | GF | GA | GD |
| ---------- | --- | --- | - | - | - | -- | -- | -- |
| Padanië    | 6   | 2   | 2 | 0 | 0 | 3  | 1  | +2 |
| Koerdistan | 3   | 2   | 1 | 0 | 1 | 5  | 2  | +3 |
| Occitanië  | 0   | 2   | 0 | 0 | 2 | 0  | 5  | -5 |

|                    |             |           |           |                                                                           |
| 22 juni 2009 21:00 | Padanië     | 1-0       | Occitanië | Stadio Silvio Piola, Novara Toeschouwers: 1.000 Scheidsrechter: Mazzoleni |
| 22 juni 2009 21:00 | Piovani 83' | (verslag) |           | Stadio Silvio Piola, Novara Toeschouwers: 1.000 Scheidsrechter: Mazzoleni |

|                    |           |           |                                    |                                                                       |
| 23 juni 2009 21:00 | Occitanië | 0-4       | Koerdistan                         | Stadio Franco Ossola, Varese Toeschouwers: 150 Scheidsrechter: Anders |
| 23 juni 2009 21:00 |           | (verslag) | Aziz 5' Abdullah 35' 45' Sediq 56' | Stadio Franco Ossola, Varese Toeschouwers: 150 Scheidsrechter: Anders |

|                    |             |           |                         |                                                                         |
| 24 juni 2009 21:00 | Koerdistan  | 1-2       | Padanië                 | Stadio Mario Rigamonti, Brescia Toeschouwers: 850 Scheidsrechter: Copia |
| 24 juni 2009 21:00 | Hamaxan 62' | (verslag) | Ravetto 4' Ganz 67' (p) | Stadio Mario Rigamonti, Brescia Toeschouwers: 850 Scheidsrechter: Copia |

### Groep B
| Team     | Pts | Pld | W | D | L | GF | GA | GD |
| -------- | --- | --- | - | - | - | -- | -- | -- |
| Provence | 6   | 2   | 2 | 0 | 0 | 5  | 2  | +3 |
| Saami    | 3   | 2   | 1 | 0 | 1 | 8  | 4  | +4 |
| Gozo     | 0   | 2   | 0 | 0 | 2 | 3  | 10 | -7 |

|                    |                |           |                             |                                                                        |
| 22 juni 2009 17:00 | Gozo           | 1-3       | Provence                    | Stadio Silvio Piola, Novara Toeschouwers: 100 Scheidsrechter: Buannoni |
| 22 juni 2009 17:00 | Cammilieri 73' | (verslag) | Hammoud 36' 77' Hammami 90' | Stadio Silvio Piola, Novara Toeschouwers: 100 Scheidsrechter: Buannoni |

|                    |                             |           |              |                                                                      |
| 23 juni 2009 17:00 | Provence                    | 2-1       | Saami        | Stadio Franco Ossola, Varese Toeschouwers: 50 Scheidsrechter: Iodice |
| 23 juni 2009 17:00 | Hammoud 37' Hammami 64' (p) | (verslag) | Bertelsen 5' | Stadio Franco Ossola, Varese Toeschouwers: 50 Scheidsrechter: Iodice |

|                    |                                                              |           |                |                                                                           |
| 24 juni 2009 17:00 | Saami                                                        | 7-2       | Gozo           | Stadio Mario Rigamonti, Brescia Toeschouwers: 80 Scheidsrechter: Seerwand |
| 24 juni 2009 17:00 | Thomassen 12' 16' 17' Eira 48' Reginiussen 52' 84' Bruer 78' | (verslag) | Bugeja 79' 86' | Stadio Mario Rigamonti, Brescia Toeschouwers: 80 Scheidsrechter: Seerwand |

## Knock-outfase

### Halve finales
|                    |          |           |                                                            |                                                                        |
| 25 juni 2009 19:00 | Provence | 0-6       | Koerdistan                                                 | Stadio Franco Ossola, Varese Toeschouwers: 150 Scheidsrechter: Modesti |
| 25 juni 2009 19:00 |          | (verslag) | Aziz 6' Sediq 16' Qadir 25' Abdullah 56' 80' Abdulrida 71' | Stadio Franco Ossola, Varese Toeschouwers: 150 Scheidsrechter: Modesti |

|                    |                                                             |           |       |                                                                          |
| 25 juni 2009 21:00 | Padanië                                                     | 4-0       | Saami | Stadio Franco Ossola, Varese Toeschouwers: 1.100 Scheidsrechter: Casnati |
| 25 juni 2009 21:00 | Pedersoli 12' Battaglino 38' Hætta 41' (e.d.) Ligarotti 85' | (verslag) |       | Stadio Franco Ossola, Varese Toeschouwers: 1.100 Scheidsrechter: Casnati |

### Wedstrijd voor 5e plaats
|                    |                        |           |            |                                                                   |
| 26 juni 2009 17:00 | Occitanië              | 2-1       | Gozo       | Stadio Mario Rigamonti, Brescia Toeschouwers: - Scheidsrechter: - |
| 26 juni 2009 17:00 | Ballue 73' Cantier 73' | (verslag) | Camillieri | Stadio Mario Rigamonti, Brescia Toeschouwers: - Scheidsrechter: - |

### Wedstrijd voor 3e plaats
|                    |                         |            |                             |                                                                   |
| 26 juni 2009 21:00 | Provence                | 4-4 (n.v.) | Saami                       | Stadio Mario Rigamonti, Brescia Toeschouwers: - Scheidsrechter: - |
| 26 juni 2009 21:00 | Hammoud Matel Bennattar | (verslag)  | Thomassen Reginiussen Bauer | Stadio Mario Rigamonti, Brescia Toeschouwers: - Scheidsrechter: - |

|   |       | strafschoppen                             |  |
| - | 4 - 5 | Thomassen Bruer Johansen Andersson Mienne |  |

### Finale
|                    |                            |           |            |                                                                             |
| 27 juni 2009 17:00 | Padanië                    | 2-0       | Koerdistan | Stadio Marc'Antonio Bentegodi, Verona Toeschouwers: 4.000 Scheidsrechter: - |
| 27 juni 2009 17:00 | D'Alessandro 73' Casse 74' | (verslag) |            | Stadio Marc'Antonio Bentegodi, Verona Toeschouwers: 4.000 Scheidsrechter: - |

| 2009 Wereldkampioen mannen |
| -------------------------- |
| PADANIË Tweede titel       |

## Topscorers
| 5 doelpunten - Svein Ove Thomassen - Ennys Hammoud 4 doelpunten - Karzan Abdullah 3 doelpunten - Daniel Reginiussen |  | 2 doelpunten - Eddy Hammami - Ferhad Sediq - Ali Aziz - Espen Bruer - Christian Bugeja - John Camillieri 1 doelpunt - 19 spelers eigen doelpunt - Mathis Hætta (tegen Padanië) |